# ゼーブ・スラスキー

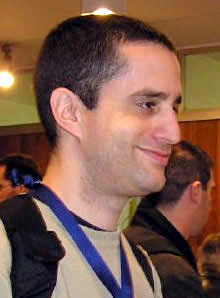
ゼーブ・スラスキー（2005年）

ゼーブ・スラスキー（英: Zeev Suraski、ヘブライ語: זאב סורסקי）はイスラエル人プログラマで、PHPの開発者およびゼンド・テクノロジーズの共同創業者の1人として知られている。イスラエル ハイファにあるイスラエル工科大学を卒業。アンディ・ガトマンズと共に1997年にPHP 3を開発した。1999年にはPHP 4の中核部である Zend Engine を開発し、ゼンド・テクノロジーズを創業。同社はPHPの進化をリードしてきた。Zendという名称は2人の名前（ZeevとAndi）を組み合わせたかばん語である。
スラスキーはApacheソフトウェア財団の一員であり、1999年にはFSFフリーソフトウェア賞にノミネートされた。現在はゼンド・テクノロジーズの最高技術責任者を務めている。